# Котти, Кей
Кей Котти (англ. Kay Cottee; род. 25 января 1954) — австралийская мореплавательница и первая в мире женщина, совершившая одиночное непрерывное кругосветное плавание.

## Кругосветное плавание

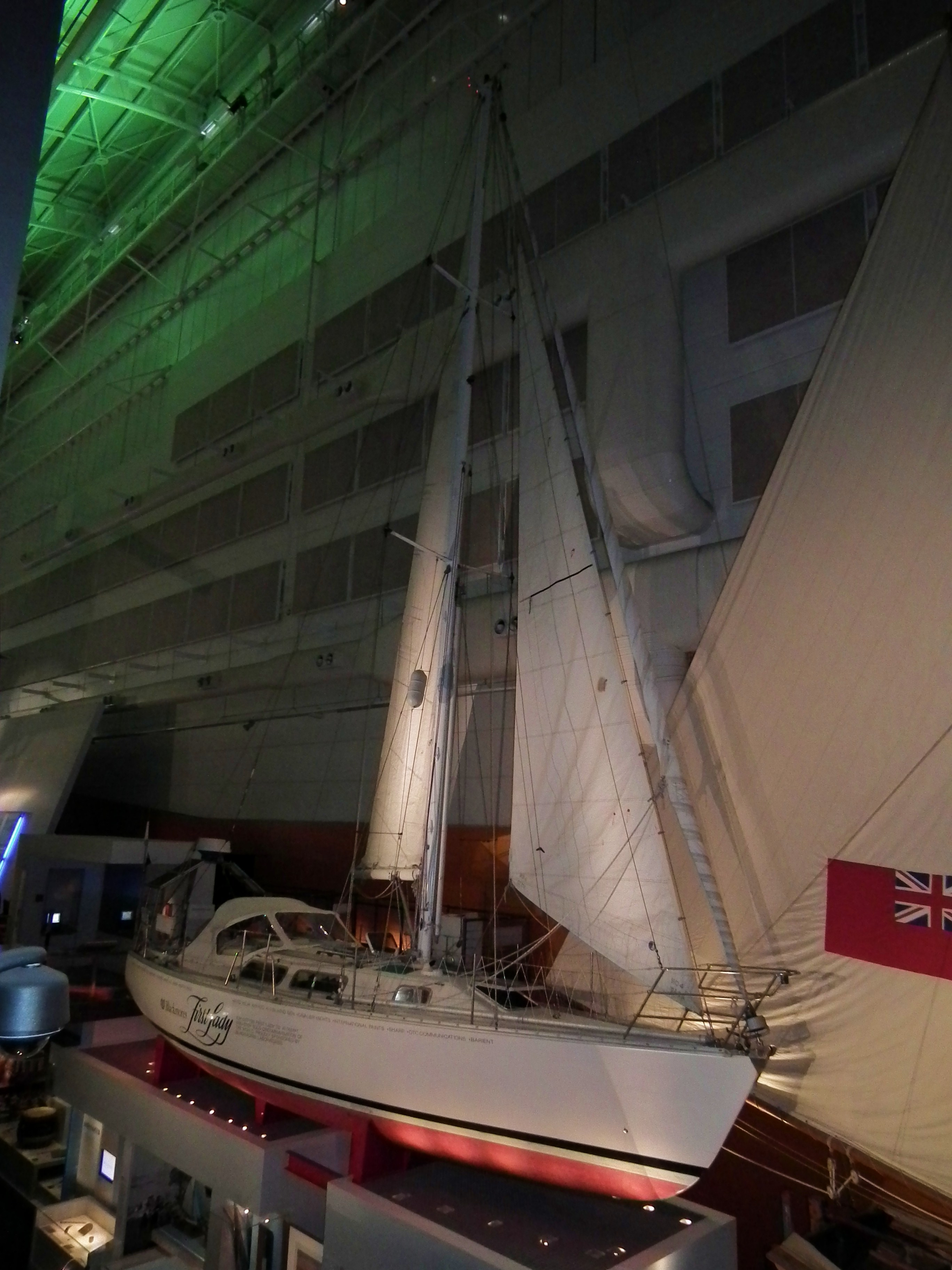
Яхта Котти «Blackmore’s First Lady»

29 ноября 1987 года, в возрасте 33 лет, Кей Котти отправилась в одиночное плаванье вокруг света. Кейт плыла на своей яхте Blackmore’s First Lady. Все путешествие она совершила в одиночку, у неё не было команды поддержки, доставляющей ей припасы или оказывающей какую-либо другую помощь. Кей потратила несколько месяцев, чтобы подготовить свою яхту к этому плаванью, сделав много преобразований, а также снабдив её самым современным оборудованием. Однако в пути все равно не обошлось без трудностей, так во время шторма в южном ледовитом океане Кей смыло за борт.
Все путешествие заняло 189 дней за которые Котти ни разу не сошла на берег, чем установила сразу несколько рекордов: самое быстрое кругосветное плаванье, совершенное женщиной, первое одиночное непрерывное кругосветное плаванье, совершенное женщиной, самое долгое время, проведенное в одиночку в море женщиной и самое большое расстояние, преодоленное без остановок женщиной.
Конечной точкой её путешествие был Сидней, куда она прибыла 5 июня 1988 года. В порту Кей встречали десятки тысяч людей. Благодаря своему путешествию Котти удалось собрать на благотворительность 1 миллион долларов. После своего возвращения Кей также потратила 18 месяцев. После путешествия на её вдохновляющих лекциях присутствовали 40 000 учеников разных школ.

## Награды
- В 1988 году Котти получила награду «Австралиец года»[2][7]
- В январе 1989 Кей получила звание офицера Ордена Австралии[8]
- После кругосветного плаванья она также стала первой австралийкой, получившей Медаль Сарка[9]
- Её имя включили в Австралийский зал славы парусного спорта[9].

## Другие достижения
В 1991 году Котти вошла в совет Австралийского национального морского музея. А с 1995 по 2001 была председателем этого музея. Её яхта Blackmore’s First Lady выставлена в нём в составе постоянной экспозиции.
Кей написала и опубликовала две книги. Её первая книга «Первая леди» вышла в 1989 году, а вторая All at Sea on Land в 1998.